# Волстонберг (Северна Каролина)
Волстонберг (енгл. Walstonburg) град је у америчкој савезној држави Северна Каролина.

## Демографија
По попису из 2010. године број становника је 219, што је 5 (-2,2%) становника мање него 2000. године.
| Група             | 2000.       | 2010.       |
| Белци             | 182 (81,3%) | 143 (65,3%) |
| Афроамериканци    | 35 (15,6%)  | 66 (30,1%)  |
| Азијати           | 0 (0,0%)    | 0 (0,0%)    |
| Хиспаноамериканци | 5 (2,2%)    | 10 (4,6%)   |
| Укупно            | 224         | 219         |